# Cendres de lune
Cendres de lune (dt. Mondasche) ist das erste Studioalbum der französischen Sängerin Mylène Farmer und wurde am 1. April 1986 in Frankreich veröffentlicht. Obwohl noch nicht dermaßen erfolgreich wie die Nachfolger, ermöglichte es ihr den Start ihrer Karriere, was vor allem dank der Single Libertine gelang, welcher bis heute zu ihren größten Hits zählt.

## Entstehung
1984 lernte die damals 22-jährige Mylène Gautier während eines Castings die beiden Produzenten und Songwriter Laurent Boutonnat und Jérôme Dâhan kennen. Das Duo war auf der Suche nach einer geeigneten Sängerin für den von ihnen selbst geschriebenen Song Maman a tort, welcher von der Liebe eines kranken Mädchens zu ihrer Krankenschwester handelt. Dabei schien ihnen Mylène Gautier als perfekt geeignet. Am 28. März desselben Jahres bereits erschien die Single unter dem Künstlernamen Mylène Farmer (eine Hommage an Gautiers damaliges Idol Frances Farmer) in Frankreich, ein Videoclip wurde unter der Regie von Boutonnat gedreht. Der Erfolg war mit in etwa 100.000 verkauften Exemplaren durchaus respektabel, doch noch kein Durchbruch. Im September desselben Jahres erschien eine englischsprachige Fassung von Maman a tort unter dem Titel My Mum Is Wrong, jedoch ohne Erfolg. Der von Dâhan selbst geschriebene Song On est tous des imbéciles, welcher Anfang 1985 veröffentlicht wurde, avancierte mit nur rund 40.000 verkauften Tonträgern ebenfalls zu einem Misserfolg, woraufhin das Plattenlabel RCA den Vertrag mit Farmer kündigte. Infolgedessen trennten sie und Boutonnat sich ebenso von Jérôme Dâhan als Songwritingpartner und Produzent und unterschrieben einen Vertrag bei Polydor für zwei Studioalben, jedoch konnte er jederzeit gekündigt werden, wenn der Erfolg ausbleiben sollte. Die nächste Single Plus grandir brachte zwar erneut keinen richtigen Erfolg, doch Polydor erlaubte Farmer und Boutonnat die Aufnahme eines ersten Studioalbums, welches im April 1986 unter dem Titel Cendres de lune erschien. als Sound Engineer stand ihnen Jean-Claude Déquéant zur Seite, welcher sich auch für die Musik zur Hitsingle Libertine verantwortlich zeigte. 1987 wurde das Album durch den Song Tristana erweitert, mit welchem auch die Zusammenarbeit mit dem Sound Engineer Thierry Rogen begann.

## Musikstil
War die Musik während der Zusammenarbeit mit Jérôme Dâhan noch geprägt von einem eher heiter klingenden Popsound, der oft mit dem Werk von Jeanne Mas verglichen wurde, bekam sie mit Plus grandir in einen deutlich düsteren Ton. Die Texte handeln hierbei und beispielsweise auch bei Chloé (B-Side der Schallplatten-Single von Plus grandir) von Themen wie Tod, Angst und ähnlichem. Die Musik ist beeinflusst durch Genres wie New Wave oder auch Dancepop. Greta ist eine Widmung an die berühmte Hollywood-Schauspielerin Greta Garbo. Für Aufsehen sorgte der etwas kontroverse Text von Libertine, wo im Refrain die Phrase Je suis une catin (dt. Ich bin eine Hure) gesungen wird. We’ll Never Die thematisiert den Konflikt zwischen Israelis und Palästinensern.

## Erfolge
Unmittelbar nach der Veröffentlichung erhielt Cendres de lune eher weniger Aufmerksamkeit. Als im Sommer 1986 der unter der Regie von Laurent Boutonnat entstandene, rund 10 Minuten lange Videoclip zu Libertine, welcher durch seine aufwendige Produktion und dem kontroversen Inhalt, welcher von einer Prostituierten (Farmer) in der Mitte des 18. Jahrhunderts handelt und sogar eine Sexszene enthält, veröffentlicht wurde, war fortan Farmer eine viel größere Aufmerksamkeit gewidmet, wodurch sowohl Libertine als auch Cendres de lune zu einem Erfolg avancierten und ihr letztendlich den Durchbruch in ihrer Heimat bereiteten. Das Album wurde zweifach mit Gold ausgezeichnet, die Single mit Silber bei rund 650.000 bzw. 370.000 verkauften Einheiten. Auch die nächste und letzte Single vom Album, Tristana, konnte an den Erfolg anknüpfen und wurde bei rund 320.000 verkauften Tonträgern mit einer Silbernen Schallplatte ausgezeichnet. Mylène Farmer galt bereits ab Libertine vor allem dank der spektakulären Videoclips in Frankreich als Star.

## Titelliste
1. Libertine – 3:49
2. Au bout de la nuit – 4:21
3. Vieux bouc – 5:38
4. Tristana – 4:35
5. Chloé – 2:35
6. Maman a tort – 4:04
7. We’ll Never Die – 4:15
8. Greta – 4:48
9. Plus grandir – 4:04
10. Libertine (Remix Special Club) – 5:53
11. Tristana (Remix Club) – 7:10
12. Cendres de lune – 1:47

## Singles
- Maman a tort (März 1984)
- Plus grandir (September 1985)
- Libertine (April 1986)
- Tristana (Februar 1987)

## Credits
- Songtexte: Mylène Farmer (außer Vieux bouc, Chloé, We’ll Never Die, Greta: Laurent Boutonnat; Maman a tort: Jérôme Dahan und Laurent Boutonnat)
- Musik: Laurent Boutonnat (außer Libertine: Jean-Claude Déquéant; Maman a tort: Jérôme Dahan und Laurent Boutonnat)
- Musiker: Laurent Boutonnat (Klavier), Slim Pezin (Gitarren), Alain Matot (Saxophon), Gilles Chamard (Schlagzeug)
- Chor: Carole Frédéricks, Estella Samantha Radji, Anne-Marie Constant, Yvonne Jones, Les Moines Fous du Tibet
- Edition: Bertrand Le Page und Polygram Music
- Produktion: Laurent Boutonnat
- Plattenlabel: Polydor
- Abmischung: Jean-Claude Déquéant
- Studio: Le Matin Calme (Paris)